# 王炎 (宋朝大臣)
王炎（1115年—1178年），字公明，相州安阳（今河南省安阳市）人。南宋大臣。宋孝宗时参知政事。
王炎是王綯之子。年轻时，曾到庐山东林学道。以父荫入仕。宋高宗绍兴年间，担任蕲水令、司农寺丞。绍兴二十六年（1156年）被侍御史汤鹏举劾，罢职，降二官。绍兴二十九年（1159年），通判湖州。绍兴末年，被汪澈推荐，再为司农寺丞。宋孝宗乾道二年（1166年）为两浙路计度转运副使。乾道三年（1167年），转任直敷文阁，知临安府（治今浙江省杭州市），除知荆南（治今湖北省荆州市），训练义勇民兵以加强战备。乾道四年（1168年）二月，赐同进士出身，試兵部侍郎，签书枢密院事。转任端明殿学士。乾道五年（1169年）权参知政事兼同知国用事、同知枢密院事，以执政为四川宣抚使。乾道七年進枢密使。乾道八年，陆游曾入其幕府。范成大盛赞他“四年西略可万世，孤撑独立扛千钧”。王炎广招人才，丞相虞允文不赞成。王炎自请罢职。乾道八年九月，下诏王炎还朝赴都堂治事，於是幕僚遣散，陆游还回成都；乾道九年（1173年）正月，罷枢密使。以观文殿大学士提举临安府洞霄宫。淳熙元年（1174年）十二月知潭州（今湖南长沙）。淳熙二年（1175年），知隆兴府（今江西省南昌市）。五月，湖北茶农起事，宋孝宗命王炎节制，湯邦彥彈劾王炎欺君，被贬官为资政殿大学士，到袁州（今江西宜春市）居住。淳熙五年（1178年）去世，年六十五。今存词《菩萨蛮·江干》等二首。